# Myrcia plusiantha
Myrcia plusiantha är en myrtenväxtart som beskrevs av Hjalmar Frederik Christian Kiaerskov. Myrcia plusiantha ingår i släktet Myrcia och familjen myrtenväxter. Inga underarter finns listade i Catalogue of Life.